# Obama (Fukui)
Obama (小浜市?, Obama-shi) è una città giapponese della prefettura di Fukui.